# مارينا بوشكار
مارينا بوشكار مواليد 6 يونيو 1982 في بلغراد، جمهورية يوغوسلافيا الاشتراكية الاتحادية، هي لاعبة كرة سلة صربية. بدأت مسيرتها الاحترافية في سنة 2000. اعتزلت اللعب في 2010. لعبت مع نادي كومنسي لكرة السلة للسيدات في الدوري الإيطالي لكرة السلة للسيدات.

## روابط خارجية
- مارينا بوشكار على موقع الاتحاد الدولي لكرة السلة (الإنجليزية)
- مارينا بوشكار على موقع كرة السلة الأوروبية.كوم (الإنجليزية)